# Pénity
Un pénity est un ermitage, un oratoire ou un petit monastère en langue bretonne (par exemple le pénity de saint Guénolé se trouvait à proximité de l'abbaye Saint-Guénolé de Landévennec). Ce nom est à l'origine de nombreux toponymes bretons.

## Toponymes
- Locronan : la chapelle du Pénity, accolée à l'église Saint-Ronan a été construite à l'emplacement de l'ancien ermitage de saint Ronan.
- Bourbriac : chapelle du Pénity de Saint-Briac[2] à l'emplacement d'un petit monastère fondé par saint Briac. Une fontaine Saint-Jean[3] se trouve à proximité du lieu-dit Pénity.
- La Forêt-Fouesnant : chapelle et fontaine du Pénity[4].
- Quimper: une ancienne chapelle Notre-Dame-du-Pénity existait à Quimper. Elle se trouvait sur la rive gauche de l'Odet à l'emplacement de l'actuel monument de la Libération[5].
- Goulven : chapelle du Pénity
- Carnoët : le pardon de la chapelle Notre-Dame-du-Pénity est organisé tous les 15 août.
- Landeleau : un hameau sur les bords de l'Aulne se nomme Pénity-Saint-Laurent
- Une gare du Pénity est située à Duault sur la ligne de Guingamp à Carhaix.
- Une école du Pénity existait à Briec-de-l'Odet (fermée en juillet 2015).